# Helmuth Karl Bernhard von Moltke
Helmuth Karl Bernhard von Moltke (ur. 26 października 1800 w Parchimiu, zm. 24 kwietnia 1891 w Berlinie) – pruski generał i feldmarszałek, reformator armii pruskiej, a potem Armii Cesarstwa Niemieckiego, baron (od 1843), hrabia (od 1870). Przez 30 lat był szefem sztabu generalnego – w okresie dążenia Prus do podporządkowania Niemiec, lata 1858–1871, i później do roku 1888. Moltke uznawany jest za twórcę nowoczesnej operacji wojskowej. Udało mu się pogodzić trzy zasadnicze czynniki operacyjne: siły, czas i obszar, które od tej pory stały się podstawowymi wyznacznikami operacyjności. Określany jako Moltke starszy, aby odróżnić go od jego bratanka Helmutha von Moltkego (młodszego).
Amerykański historyk Max Boot pisze o Moltkem, że był bardzo wszechstronny: kochał muzykę, poezję, sztukę, archeologię i teatr, znał siedem języków (niemiecki, duński, angielski, francuski, włoski, hiszpański i turecki). Był płodnym artystą, który wypełniał szkicowniki pejzażami i portretami.

## Młodość i początki kariery wojskowej

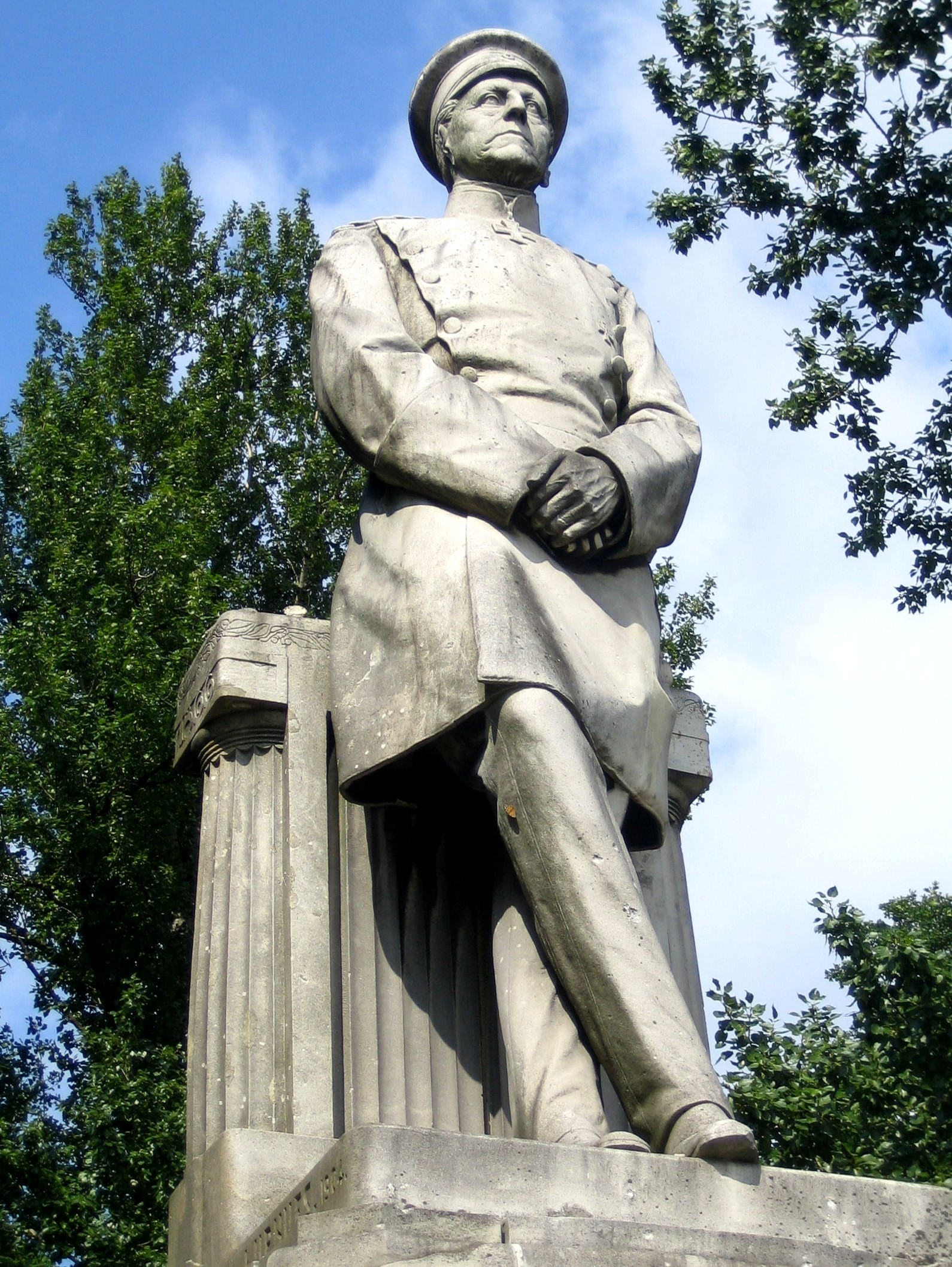
Pomnik von Moltkego w Berlinie

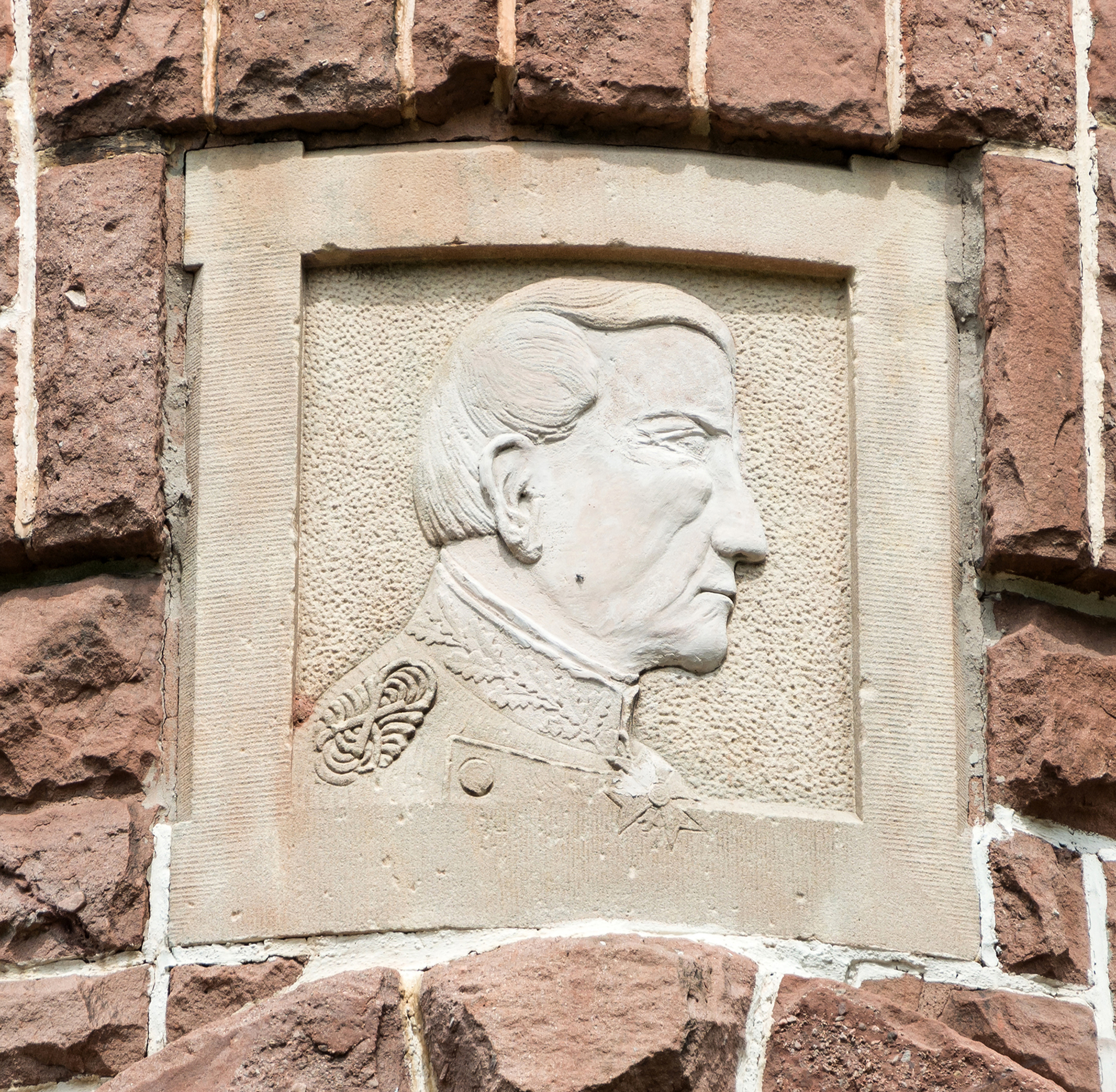
Płaskorzeźba z H.K. von Moltke na Wieży na Górze Wszystkich Świętych

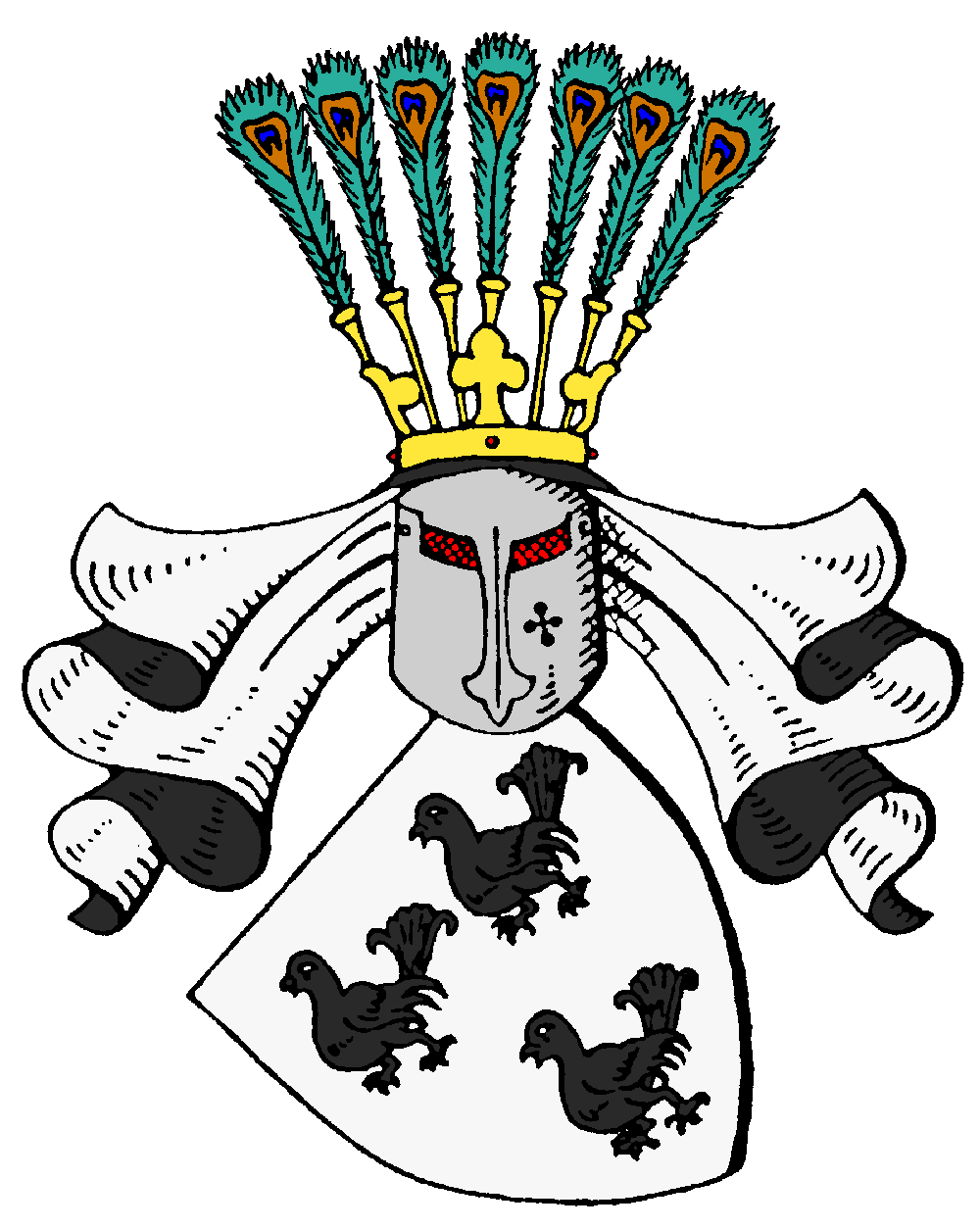
Herb Helmuta Karla von Moltke

Moltke urodził się w Parchimiu, w Meklemburgii, jako syn duńskiego generała Friedricha Philippa Victora von Moltkego (1768–1845). W 1805 roku jego ojciec osiadł w Holsztynie, po czym prawie od razu Francuzi splądrowali i spalili dom w Lubece, gdzie mieszkały jego żona i dzieci. Młody Moltke dorastał w trudnych warunkach. W wieku dziewięciu lat wysłano go do szkoły z internatem w Hohenfelde w Holsztynie, a w wieku jedenastu poszedł do szkoły kadetów w Kopenhadze, będąc przeznaczonym do duńskiej armii i sądu. W 1818 roku mianowany został podporucznikiem w duńskim pułku piechoty.
W wieku 21 lat Moltke postanowił przejść do armii pruskiej, pomimo utraty dotychczasowego stażu służby. W 1822 roku został przydzielony do 8. Pułku Piechoty stacjonującego we Frankfurcie nad Odrą, gdzie był najmłodszym podporucznikiem. W wieku 23 lat rozpoczął naukę w szkole wojskowej (później nazwanej Pruską Akademią Militarną), gdzie studiował trzy lata (do 1826). Moltke zdał egzamin końcowy na tyle dobrze, że niedługo po nim przewodził szkole kadetów we Frankfurcie nad Odrą (przez rok), następnie przez trzy lata brał udział w misji zbierania informacji wojskowych na Śląsku i w Poznaniu.
W 1832 roku został oddelegowany do służby w sztabie generalnym w Berlinie, do którego został przeniesiony w 1833 roku, awansując jednocześnie do stopnia porucznika. Był w tym czasie przez przełożonych (w tym księcia Wilhelma, przyszłego króla Prus) uważany za genialnego oficera.
Moltke został dobrze przyjęty wśród elity Berlina. W 1827 roku opublikował krótki romans Dwaj przyjaciele. W 1831 roku napisał esej zatytułowany Holandia i Belgia w ich wzajemnych relacjach, od separacji za Filipa II do zjednoczenia za Wilhelma I. Rok później napisał Sprawozdanie z sytuacji wewnętrznej i społecznych warunków w Polsce, do którego badania opierał zarówno na źródłach książkowych, jak i osobistych obserwacji polskiego życia i charakteru. Moltke w książce Polska: zarys historii stwierdził, że w XV wieku „Polska była jednym z najbardziej cywilizowanych krajów w Europie”.
W 1832 roku zobowiązał się przetłumaczyć dzieło Zmierzch i upadek cesarstwa rzymskiego Gibbona na język niemiecki, za co miał otrzymać 75 marek. Jego celem było zdobycie pieniędzy na kupno konia. Po osiemnastu miesiącach skończył tłumaczyć dziewięć tomów (z dwunastu), lecz wydawca nie wydał nigdy tej pozycji. Moltke nie otrzymał więcej niż 25 marek, zdobył za to ogromną wiedzę z dziedziny historii.

## Służba w armii Imperium Osmańskiego
Moltke miał już okazję podróżować po południowych Niemczech i północnych Włoszech, a w 1835 roku po otrzymaniu awansu na kapitana, uzyskał sześciomiesięczny urlop w Europie południowo-wschodniej. Po krótkim pobycie w Konstantynopolu został poproszony przez sułtana Mahmuda II o zmodernizowanie armii Imperium Osmańskiego. Otrzymawszy zgodę z Berlina, przyjął ofertę. Dwa lata przebywał w Konstantynopolu, szkolił armię turecką i badał dla sułtana Konstantynopol i Dardanele. Odbył wiele wypraw po obu stronach cieśniny Bosfor, podróżował m.in. przez Wołoszczyznę, Bułgarię i Rumelię.
W 1838 r. Moltke został wysłany jako doradca do osmańskiego generała dowodzącego wojskami w Anatolii, który miał dowodzić kampanią przeciwko Muhammadowi Alemu. W ciągu lata Moltke zrobił obszerny rekonesans ziem Imperium Osmańskiego, przebył kilka tysięcy kilometrów w trakcie podróży (góry Taurus, pustynie Mezopotamii) Płynąc Eufratem, stworzył wiele map zwiedzonych terenów. W 1838 roku wziął udział w kampanii przeciwko Kurdom.
W 1839 roku wojska przeniosły się na południe do walki z Egipcjanami, lecz w obliczu przybycia nieprzyjaciela generał nie chciał słuchać rad Moltkego. Doradca zrezygnował więc ze stanowiska oficera sztabowego i objął dowództwo nad artylerią. W bitwie pod Nizip 24 czerwca 1839 roku armia osmańska została pokonana, ale oddział Moltkego był ostatnim, który wycofał się z pola walki. Po wielkich trudach Moltke ruszył z powrotem do Konstantynopola. Jego patron, sułtan Mahmud II, już nie żył, więc Moltke, podupadły na zdrowiu, wrócił do Berlina w grudniu 1839 roku.
Po powrocie do domu Moltke opublikował niektóre z listów w Listach o warunkach i wydarzeniach w Turcji w latach od 1835 do 1839. Książka została dobrze przyjęta. Jedna z jego sióstr wyszła za angielskiego wdowca Jana Heyligera Burta, który osiedlił się w Holsztynie. W 1841 roku Moltke ożenił się z młodą Marią Burt, szesnastoletnią córką Jana Burta z poprzedniego małżeństwa (w dzień ślubu awansowano go na majora). Był to szczęśliwy związek, choć nie mieli dzieci. Listy do żony są jednymi z najcenniejszych źródeł do jego biografii.

## Lata 1840–1856
W 1840 Moltke został powołany do 4. Korpusu Armii, stacjonującego w Berlinie. W tym samym roku wydał swoje mapy Konstantynopola oraz, wspólnie z innymi niemieckimi podróżnikami, nowe mapy Azji Mniejszej i wspomnienia o geografii tego regionu.
W 1845 Moltke opublikował pracę Rosyjsko-turecka kampania w Europie, 1828-1829; książka ta została także dobrze przyjęta w kręgach wojskowych. Również w tym roku wyjechał do Rzymu służyć jako osobisty adiutant księcia Karola Henryka Pruskiego, co pozwoliło mu stworzyć nową mapę „wiecznego miasta” (opublikowaną w 1852 roku). W 1846 roku książę Henryk zmarł, Moltke dołączył do 8. Korpusu Armii w Koblencji.
W 1848 roku, po powrocie do Berlina, został szefem sztabu 4. Korpusu Armii. Jego siedziba znajdowała się wówczas w Magdeburgu, gdzie Moltke przeniósł się na siedem lat, podczas których doszedł do stopnia podpułkownika (1850) i pułkownika (1851).
W 1855 roku Moltke pracował jako osobisty doradca księcia Fryderyka (późniejszego cesarza Fryderyka III). Towarzyszył księciu w Anglii (na jego ślubie), a także w Paryżu i w Petersburgu podczas koronacji Aleksandra II. Książę Fryderyk był dowódcą pułku stacjonującego we Wrocławiu, gdzie Moltke przebywał przez rok i awansował na stopień majora-generała w 1856. 23 października 1857 roku, ze względu na ciężką chorobę króla, książę Fryderyk został regentem. Sześć dni później regent wybrał Moltkego na stanowisko szefa sztabu generalnego armii.

## Szef Pruskiego Sztabu Generalnego (Wielkiego Sztabu Generalnego)
Stanowisko szefa sztabu Moltke piastował przez 30 lat. Po powstaniu Cesarstwa Niemieckiego, nazwa Pruskiego Sztabu Generalnego została zmieniona na Wielki Sztab Generalny. Po objęciu stanowiska rozpoczął wprowadzanie zmian strategicznych i taktycznych metod armii pruskiej: w uzbrojeniu, w wykorzystaniu środków komunikacji, w kształceniu oficerów oraz w sposobie mobilizacji armii. Zainicjował też formalną analizę polityki europejskiej, która mogła okazać się użyteczna podczas planowania kampanii – wprowadził cechy nowoczesnego sztabu generalnego.
W 1859 roku wojna francusko-austriacka we Włoszech spowodowała mobilizację armii pruskiej, choć nie włączono jej do walki. Po mobilizacji armia została zreorganizowana przez księcia regenta, Fryderyka i ministra wojny, Albrechta von Roona. Moltke dokładnie obserwował kampanię włoską i napisał jej historię (opublikowaną w 1862 roku).
Zaplanował i skutecznie przeprowadził kampanie wojenne przeciwko Danii (1864), Austrii (1866) i Francji (1870–1871), co doprowadziło do powstania Cesarstwa Niemieckiego.
28 października 1870 roku Moltke otrzymał tytuł grafa (hrabiego) w nagrodę za zasługi podczas wojny francusko-pruskiej i zwycięstwo w bitwie pod Sedanem (gdzie do niewoli dostała się stutysięczna armia francuska włączając Napoleona III). W czerwcu 1871 roku został dodatkowo wyróżniony przez awans do stopnia feldmarszałka i dużą dotację pieniężną. Zasiadał w sejmie Związku Północnoniemieckiego w latach 1867–1871, a od 1871 był członkiem Reichstagu (parlamentu federalnego).
Moltke nadzorował przygotowanie oficjalnej historii wojny francusko-pruskiej, która wydawana była w latach 1874–1881 przez niemiecki sztab generalny. Po wojnie stał się bohaterem narodowym. Ponad 50 pomników Moltkego powstało w Niemczech w XIX i na początku XX wieku; niektóre zostały zniszczone podczas II wojny światowej i później, wiele pozostało do dziś.

## Ostatnie lata życia
Moltke w 1888 roku przeszedł na emeryturę, jego następcą na stanowisku szefa Sztabu Generalnego został Alfred von Waldersee. Moltke oficjalnie wycofał się z czynnej służby 9 sierpnia 1888 roku. Jego 90. urodziny (26 października 1890) zostały ogłoszone świętem narodowym. 1 sierpnia 1867 Moltke zakupił za 240 000 talarów majątek Krzyżowa koło Świdnicy. Rok później, 24 grudnia 1868 zmarła jego żona i została pochowana w mauzoleum w Krzyżowej.

### Nagrania
W 1889 roku Moltke spotkał się z Adelbertem Wangemannem, Niemcem pracującym z Thomasem Edisonem. Wangemann został wysłany do Europy, aby zaprezentować nowo wynaleziony fonograf. Moltke nagrał fragmenty Szekspira i Goethego na dwóch cylindrach, które zaginęły aż do 1957 roku i były niezidentyfikowane przez następne dziesięciolecia. 30 stycznia 2012 roku znalazły się wśród wielu nagrań ujawnionych przez Muzeum Thomasa Edisona. Dwa cylindry zawierające recytacje Moltkego to jedyne dotychczas znane nagrania głosowe człowieka urodzonego w XVIII wieku.
Feldmarszałek Helmuth von Moltke zmarł w swoim domu w Berlinie w dniu 24 kwietnia 1891 roku po krótkiej chorobie. Tysiące żołnierzy dowodzonych przez cesarza Wilhelma II eskortowało jego trumnę na berliński dworzec kolejowy Lehrter Bahnhof, z którego została przetransportowana na Śląsk, gdzie w mauzoleum w Krzyżowej obok żony spoczął też Helmuth von Moltke. Ich trumny zaginęły po 1945 r.

## Koncepcje strategiczne
Do dziś Helmuth von Moltke (starszy) jest uznanym autorytetem w dziedzinie strategii oraz zarządzania, przez niektórych uważany za znacznie wybitniejszego stratega od Clausewitza. On sam narzekał: „Jak można w ogóle napisać książkę o strategii? Przecież strategia to po prostu stosowanie zdrowego rozsądku, a tego nikogo nie można nauczyć”.
Zasadą jego było uderzać na główne siły przeciwnika na jego terytorium i bić je w rozstrzygających spotkaniach, przy czym maszerujące oddzielnie korpusy schodziły się na polu bitwy i otaczały nieprzyjaciela (Sadowa, Sedan).
Jednym z najczęściej cytowanych i przyswajanych zaleceń von Moltkego jest „maszerować osobno, uderzać razem”, które wyraża chyba najbardziej ogólną zasadę działania każdego dużego koncernu, czy grupy kapitałowej, która jest obecna na różnych rynkach i oferuje produkty adresowane do różnych grup klientów.
Moltke ma również duże zasługi jako nauczyciel oficerów sztabowych. Wychował liczne pokolenia oficerów wojskowych, zgranych ze sobą, wyszkolonych na wysokim poziomie przygotowania do wojny i przysposobienia wojskowego.
Definiując istotę strategii Helmuth von Moltke uznał ją za „realizację wiodącej idei, modyfikowaną stosownie do zmiany warunków”. Jest autorem ośmiotomowego dzieła Pisma zebrane i wspomnienia (1891–1893) i wielu innych. Jako pisarz wojskowy należy do klasyków.
Jego bratanek, Helmuth Johannes Ludwig von Moltke, był szefem sztabu od 1906 do 1914 roku.

## Daty awansów wojskowych

### Armia duńska
- 1 stycznia 1819: podporucznik (Sekundløjtnant)

### Armia pruska
- 19 marca 1822: podporucznik (Sekonde-Leutnant)
- 30 marca 1833: porucznik (Premierleutnant)
- 30 marca 1835: kapitan (Hauptmann)
- 12 kwietnia 1842: major (Major)
- 26 września 1850: podpułkownik (Oberstleutnant)
- 2 grudnia 1851: pułkownik (Oberst)
- 9 sierpnia 1856: generał (Generalmajor)
- 31 maja 1859: generał porucznik (Generalleutnant)
- 8 czerwca 1866: generał piechoty (General der Infanterie)
- 16 czerwca 1871: feldmarszałek (Generalfeldmarschall)

## Odznaczenia i nagrody

### Prusy
- Order Orła Czarnego
- Order Orła Czerwonego I klasy
- Order Królewski Korony I klasy
- Wielki Komandor Orderu Królewskiego Domowego Hohenzollernów z Mieczami
- Krzyż Wielki Orderu Wojskowego Pour le Mérite
- Order Pour le Mérite za Naukę i Sztukę
- Krzyż Wielki Orderu Krzyża Żelaznego
- Honorowy Komandor Orderu Św. Jana Jerozolimskiego (Baliwat Brandenburgii)
- Odznaka za Służbę (krzyż brązowy)
- Medal za Ratowanie Ginących

### Cesarstwo Niemieckie
- Krzyż Wielki Orderu Albrechta Niedźwiedzia (Anhalt)
- Order Wierności (Badenia)
- Krzyż Wielki Orderu Zasługi Wojskowej Karola Fryderyka (Badenia)
- Krzyż Wielki Orderu Wojskowego Maksymiliana Józefa (Bawaria)
- Krzyż Wielki Orderu Henryka Lwa (Brunszwik)
- Krzyż Wielki Orderu Ludwika (Hesja)
- Order Zasługi Wojskowej (Hesja)
- Medal Zasługi Wojskowej z Mieczami (Schaumburg-Lippe)
- Krzyż Wielki Orderu Korony Wendyjskiej (Meklemburgia-Schwerin)
- Krzyż Zasługi Wojskowej I klasy (Meklemburgia-Schwerin)
- Krzyż Zasługi za Odznaczenie się podczas Wojny (Meklemburgia-Strelitz)
- Krzyż Wielki Orderu Zasługi Piotra Fryderyka Ludwika (Oldenburg)
- Order Korony Rucianej (Saksonia)
- Krzyż Wielki Orderu Wojskowego Świętego Henryka (Saksonia)
- Krzyż Wielki Orderu Sokoła Białego (Saksonia-Weimar)
- Krzyż Wielki Orderu Domowego Książęcego Sasko-Ernestyńskiego (Saksonia)
- Krzyż Wielki Orderu Zasługi Wojskowej (Wirtembergia)
- Krzyż Wielki Orderu Korony (Wirtembergia)

### Inne
- Order Annuncjaty (Włochy)
- Order Świętego Andrzeja (Rosja)
- Order Świętego Aleksandra Newskiego (Rosja)
- Order Orła Białego (Rosja)
- Order Świętej Anny I klasy (Rosja)
- Order Świętego Jerzego II klasy (Rosja)
- Order Serafinów (Szwecja)
- Krzyż Wielki Orderu Leopolda (Belgia)
- Krzyż Wielki Orderu Legii Honorowej (Francja)
- Krzyż Wielki Orderu Sabaudzkiego Wojskowego (Włochy)
- Krzyż Wielki Orderu Świętego Stefana (Austro-Węgry)
- Krzyż Wielki Orderu Leopolda (Austro-Węgry)
- Krzyż Wielki Orderu Wieży i Miecza (Portugalia)
- Krzyż Wielki Orderu Słonia Białego (Syjam)
- Medal Imtiyaz z diamentami (Turcja)
- Order Medżydów I klasy (Turcja)
- Miecz Honoru (Turcja)

Za zasługi w zjednoczeniu Niemiec został mianowany honorowym obywatelem Hamburga.